# 스팸 (몬티 파이튼)
<스팸> ("Spam")은 1970년 영국의 코미디 그룹 몬티 파이튼이 몬티 파이튼의 날아다니는 서커스에서 선보인 스케치로, 테리 존스와 마이클 팔린이 각본을 맡았다. 스케치의 내용은 하늘에서 줄을 타고 어느 작은 카페로 내려온 두 손님이 메뉴를 보며 아침식사를 주문하려다, 대부분의 메뉴가 스팸 일색인 것을 보고 실망하면서 시작된다. 주인 아주머니가 스팸이란 단어로 빼곡한 메뉴를 읊어줄 때마다 한켠에 앉아있던 바이킹 손님들이 "스팸, 스팸, 스팸, 스팸... 러블리 스팸! 원더풀 스팸!"이란 가사의 괴상한 노래를 반복 합창하며 손님과 주인의 대화를 끊어먹는 것이 주된 포인트다.
이 스케치에서 소재로 삼은 '스팸 천지'는 영국에서 제2차 세계 대전이 끝나고 나서도 농업기반 재건에 온 노력을 다하는 차원에서 배급제를 유지했던 실정과 관련이 있다. 전쟁 시기 미국에서 대량으로 들여왔던 스팸 통조림이나 다른 고기 통조림 제품이 대체 배급 품목으로 지정돼 보급되면서 썩어넘칠 지경이 되었고, 이에 영국 국민들이 염증을 느끼던 상황이었다.
첫 텔레비전 방영분과 이후 공연 무대에 출연한 사람으로는 테리 존스 (식당 아주머니), 에릭 아이들 (번 씨), 그레이엄 채프맨 (번 부인, 스팸을 혐오하는 손님)이 있었다. 또 텔레비전 방영 시 존 클리즈 (헝가리인), 팔린 (역사학자)도 출연하였다. 훗날 몬티 파이튼 팀이 각 스케치의 오디오를 따서 앨범을 발매했을 때 <스팸> 역시 두번째 앨범인 <Another Monty Python Record> (1971년)에 수록되었으나 이때는 클리즈와 팔린의 연기는 잘렸다. 해당 트랙은 1년 뒤 몬티 파이튼의 첫 싱글 앨범으로 다시 발매되기도 했다.
한편 이메일을 비롯한 통신수단에서 수신자가 원치 않는 광고성 메시지를 '스팸'이라 부르게 된 것도 이 스케치에서 유래했다.

## 줄거리
스케치는 3분 30초 남짓 진행되며, 그 무대는 영국 브롬리의 초록난쟁이 카페 (Green Midget Cafe)다. 하늘에서 내려온 번 씨 부부가 테이블에 앉아 주인 아주머니에게 메뉴가 뭐냐고 묻는다. 이에 아주머니는 메뉴를 천천히 읊어주는데 온통 스팸이 들어간 식사밖에 없었다. 스팸을 사랑하는 남편과는 달리 질색하던 번 부인이 스팸이 안 들어간 식사는 없냐고 묻자, 아주머니는 스팸이 안 들어간 걸 무슨 맛으로 먹냐며 헛구역질로 답한다. 이에 번 씨는 아내가 주문한 식사에 들어간 스팸을 자기가 대신 먹어주기로 하고, 자신은 스팸 11개와 구운콩을 주문한다. 아주머니가 콩이 상해서 못 쓴다고 하자 번 씨는 스팸으로 대신해 만들어 달라고 주문하고, 아주머니는 새로 주문한 메뉴의 이름을 다시 읊는다.
여기까지의 과정에서 식당 한켠에 앉아 있는 바이킹 손님들이 '스팸'이란 단어가 언급될 때마다 스팸 노래를 시끄럽게 합창하며 대화를 끊는다. 노랫소리에 화가 난 아주머니가 닥치라고 쏘아붙여 보지만 바이킹들은 더 큰 소리로 계속 노래를 이어나간다. 그와중에 헝가리인 관광객이 카운터로 와서 엉터리 헝가리어-영어 회화집 (이전 스케치와 연관된 개그)을 보며 주문하려고 한다. 이후 경찰관이 와서 헝가리 관광객을 재빨리 연행해 간다.
화면이 바뀌고 갑자기 텔레비전 스튜디오의 역사학자가 등장, 카페에 앉아 있는 바이킹들이 어디서 침공해 들어왔는지 설명한다. 그런데 한마디 한마디마다 '스팸'이란 단어를 조금씩 끼워 말하기 시작하더니 뒷 배경의 막이 오르고 세트장 뒤편에 있던 좀전의 레스토랑 무대가 나타난다. 바이킹과 역사학자가 함께 스팸을 연호하는 가운데 번 씨 부부는 줄을 타고 하늘로 도로 올라가는 것으로 마무리된다. 텔레비전 방영 당시 클로징에서도 바이킹의 스팸 송이 흐르는 것으로 연출됐다.

## 제작 비화
<스팸>은 1970년 12월 25일 BBC에서 <몬티 파이튼의 날아다니는 서커스> 제25화의 마지막 스케치로 처음 방영되었다. 해당 화가 끝나면서 올라가는 크레디트에도 각 제작진의 이름이 '스팸' 내지는 작중 메뉴로 나온 다른 음식명을 붙여두는 것으로 패러디했는데 예컨대 '스팸 테리 존스', '마이클 스팸 팔린', '존 스팸 존 스팸 존 스팸 클리즈', '그레이엄 스팸 스팸 스팸 채프맨, '에릭 스팸 에그와 칩스 이들', '테리 스팸 소시지 스팸 에그 스팸 길리엄' 하는 식이었다. <스팸>은 방영 직후 대단한 인기를 끌었으며, 역대 최고의 몬티 파이튼 스케치 중에서 5위로 꼽히기도 했다. 작중 '스팸'이란 단어는 최소 132회 등장하며, 바이킹들이 부르는 노래는 새뮤얼 콜러리지테일러의 'The Viking Song'을 패러디한 것으로 알려져 있다.
스팸은 제2차 세계 대전 당시 영국에서 상당한 인기를 끌었던 음식으로, 마가렛 대처 전 수상도 전쟁 당시 복싱 데이를 맞이한 날 점심식사로 스팸 깡통을 열었을 때의 짜릿함을 기억한다고 밝힌 바 있다. 배급 물품이었음에도 불구하고 굉장히 구하기 쉬웠으며, 다른 고기통조림과 마찬가지로 물품 부족 사태를 겪은 적은 없었던 것으로 알려져 있다. 허나 전쟁 당시 어딜 가든 손에 넣을 수 있다는 점은 머지않아 영국인들로 하여금 싫증을 느끼게 만든 원인이기도 했다.

## 작중 식당의 메뉴
- 계란 + 베이컨
- 계란 + 소시지 + 베이컨
- 계란 + 스팸
- 계란 + 베이컨 + 스팸
- 계란 + 소시지 + 베이컨 + 스팸
- 스팸 + 베이컨 + 소시지 + 스팸

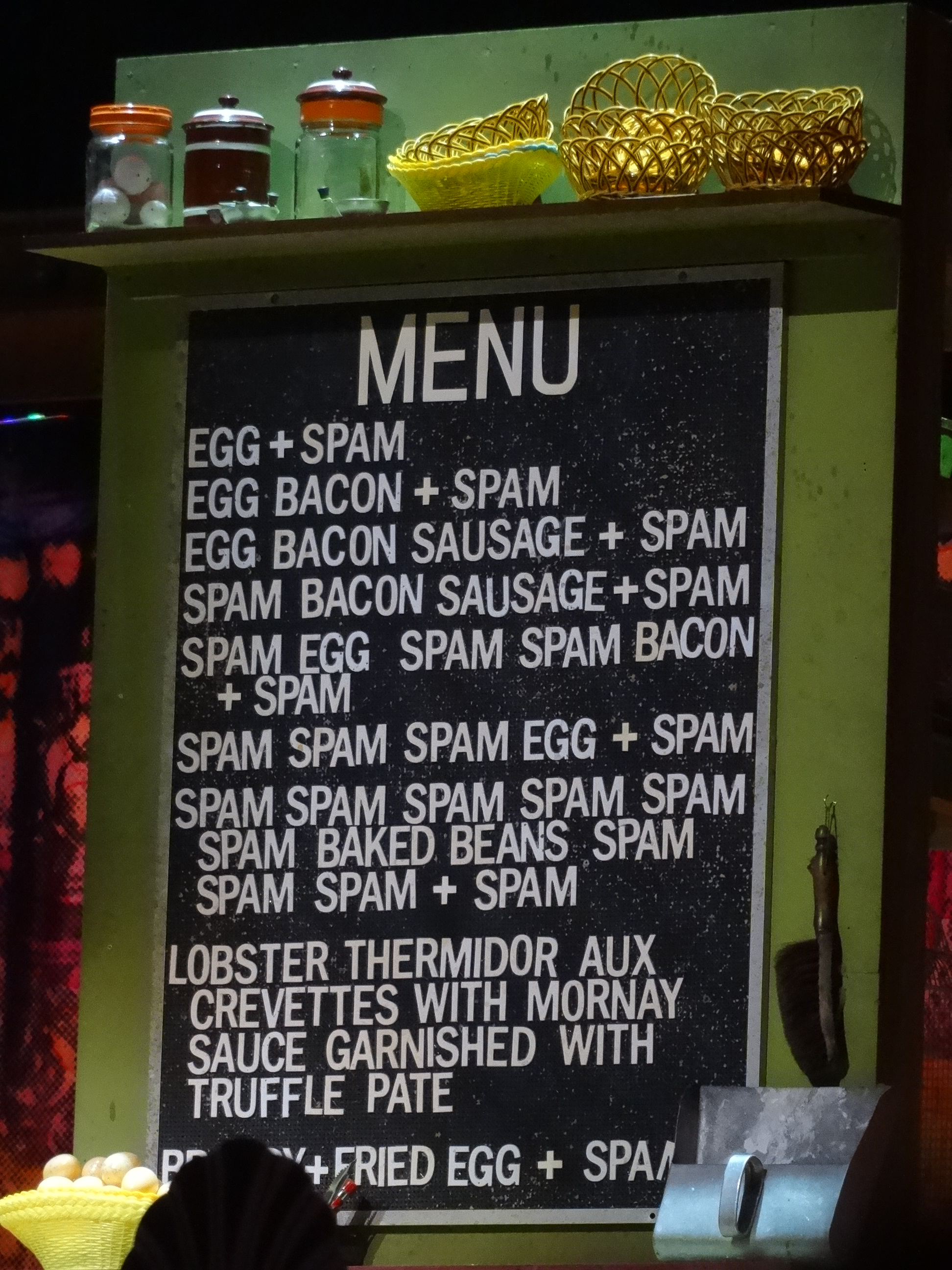
The menu at Monty Python Live (Mostly) in 2014

- 스팸 + 계란 + 스팸 + 스팸 + 베이컨 + 스팸
- 스팸 + 스팸 + 스팸 + 계란 + 스팸
- 스팸 + 소시지 + 스팸 + 스팸 + 스팸 + 베이컨 + 스팸 + 토마토 + 스팸 (LP판)
- 스팸 + 스팸 + 스팸 + 스팸 + 스팸 + 스팸 + 구운콩 + 스팸 + 스팸 + 스팸 + 스팸
- 트뤼플 파테, 브랜디, 계란 프라이를 얹고 모르네 소스를 뿌려 새우와 곁들인 랍스터 테르미도르에 스팸 (TV판)

- (트뤼플 파테, 브랜디, 계란 프라이를 얹고 '프로방스식대로 샬롯, 오베르진과 함께 내면서' 모르네 소스를 뿌려 새우와 곁들인 랍스터 테르미도르에 스팸. (LP판)

## 같이 보기
- 몬티 파이튼의 날아다니는 서커스